# Рэмси, Дэвид
Дэ́вид Рэ́мси (англ. David Ramsey, род. 17 ноября 1971, Детройт, Мичиган) — американский актёр кино и телевидения. Наиболее известен по ролям в сериалах «Декстер» (Антон Бриггс), «Голубая кровь» (мэр Картер Пул) и «Стрела» (Джон Диггл).

## Жизнь и карьера
Рэмси родился в Детройте, штат Мичиган и был четвёртым из пяти детей Джеральдин и Натаниэля Рэмси. После участия в церковной пьесе он захотел стать актером и после окончания средней школы Мамфорд поступил в Wayne State University. Первую роль Рэмси сыграл в фильме «Страшный покойник» в 1987 году, однако большая карьера стартовала только в 1995 году, когда он начал получать небольшие роли в фильмах и телесериалах. Он снялся в таких фильмах, как «Чокнутый профессор», «Семейка Брэди 2» и «Воздушная тюрьма».
В 2000 году он снялся в роли Мохаммеда Али в телефильме «Али: Американский герой». Также Рэмси снялся во второстепенных ролях в таких сериалах, как «Западное крыло», «C.S.I.: Место преступления» и «Говорящая с призраками». С 2008 по 2009 год он появился в 17 эпизодах телешоу «Декстер» в роли Антона Бриггса, осведомителя, у которого была интрижка с Деброй Морган в 3 сезоне и в начале 4 сезона. Он появился в эпизоде сериала «Анатомия страсти» в 2010 году.
Рэмси играл одну из главных ролей в недолговечной драме NBC «Вне закона» в 2010 году, а в 2012 был включен в основной состав супергеройского сериала The CW «Стрела» в роли Джона Диггла, бывшего военного, который становится помощником Оливера в борьбе с преступностью и телохранителем.
Рэмси занимается боевыми искусствами. У него есть чёрный пояс по джиткундо, он также изучал бокс и тхэквондо, кикбоксингу его обучал Бенни Уркидес.

## Личная жизнь
Женат на Брианне Рэмси.

## Избранная фильмография
| Год       | Название на русском               | Название на английском         | Роль                           | Примечания                                                                                     |
| --------- | --------------------------------- | ------------------------------ | ------------------------------ | ---------------------------------------------------------------------------------------------- |
| 1987      | Страшный покойник                 | Scared Stiff                   | Джордж Мастерсон               |                                                                                                |
| 1995      | Одно убийство                     | Murder One                     | репортёр #3                    |                                                                                                |
| 1996      | Космос: Далёкие уголки            | Space: Above and Beyond        | контролёр                      |                                                                                                |
| 1996      | Чокнутый профессор                | The Nutty Professor            | студент                        |                                                                                                |
| 1996      | Семейка Брэди 2                   | A Very Brady Sequel            | спасатель Брент                |                                                                                                |
| 1996      | Её шикарный роман                 | Her Costly Affair              | прохожий                       |                                                                                                |
| 1997      | Воздушная тюрьма                  | Con Air                        | Лонделл                        |                                                                                                |
| 1998      | Семья мамы Флоры                  | Mama Flora’s Family            | взрослый Букер Палмер          |                                                                                                |
| 1999      | Мятеж                             | Mutiny                         | Вернон Неттлс                  |                                                                                                |
| 1999      | Танго втроём                      | Three to Tango                 | Билл                           |                                                                                                |
| 2000      | Али: Американский герой           | Ali: An American Hero          | Мохаммед Али                   |                                                                                                |
| 2000      | Заплати другому                   | Pay It Forward                 | Сидни Паркер                   |                                                                                                |
| 2001      | Подруги                           | Girlfriends                    | Рэндалл                        |                                                                                                |
| 2001      | Воры                              | Thieves                        | агент Виктор                   |                                                                                                |
| 2001      | Мистер Бонс                       | Mr. Bones                      | Винс Ли                        |                                                                                                |
| 2002      | Для людей                         | For the People                 |                                |                                                                                                |
| 2002      | Защитник                          | The Guardian                   | адвокат Деборда                |                                                                                                |
| 2002—2003 | Один на один                      | One on One                     | Джейден                        |                                                                                                |
| 2003      | Сильное лекарство                 | Strong Medicine                | Джейк Кортез                   |                                                                                                |
| 2003      | Морская полиция: Спецотдел        | NCIS                           | специальный агент Ричард Оуэнс |                                                                                                |
| 2004      | Расследование Джордан             | Crossing Jordan                | агент Сканнелл                 |                                                                                                |
| 2004      | C.S.I.: Место преступления Майами | CSI: Miami                     | офицер Эверхарт                |                                                                                                |
| 2004      | Зачарованные                      | Charmed                        | высший демон                   |                                                                                                |
| 2004      | Магазинчик красоты                | Hair Show                      | Клифф                          |                                                                                                |
| 2005      | Доктор Хафф                       | Huff                           | Клей                           |                                                                                                |
| 2005      | Джейн Доу: Неизвестное лицо       | Jane Doe: The Wrong Face       | Мак                            |                                                                                                |
| 2005—2008 | Говорящая с призраками            | Ghost Whisperer                | Уилл                           |                                                                                                |
| 2006      | Привет, сестра, прощай, жизнь     | Hello Sister, Goodbye Life     | дядя Деннис Клейн              |                                                                                                |
| 2006      | Западное крыло                    | The West Wing                  | помощник Сантоса               |                                                                                                |
| 2006      | C.S.I.: Место преступления        | CSI: Crime Scene Investigation | Джералд Кроули                 |                                                                                                |
| 2007      | Мыслить как преступник            | Criminal Minds                 | Вейклэнд                       |                                                                                                |
| 2007      | Подстава                          | The Death and Life of Bobby Z  | Уэйн                           |                                                                                                |
| 2007      | Путешественник                    | Journeyma                      | детектив Уилсон Хардривес      |                                                                                                |
| 2007      | Прикрытие                         | The Coverup                    | Билл Дейли                     |                                                                                                |
| 2008—2009 | Декстер                           | Dexter                         | Антон Бриггс                   | Номинация: «Премия Гильдии киноактёров США за лучший актёрский состав в драматическом сериале» |
| 2009      | Мать и дитя                       | Mother and Child               | Джозеф                         |                                                                                                |
| 2009      | Касл                              | Castle                         | Джим Уилер                     |                                                                                                |
| 2010      | Анатомия страсти                  | Grey’s Anatomy                 | Джимми Томпсон                 | Эпизод: «Sympathy for the Parents»                                                             |
| 2010      | Вне закона                        | Outlaw                         | Эл Дружински                   | Основной состав                                                                                |
| 2011—2013 | Голубая кровь                     | Blue Bloods                    | Мэр Картер Пул                 | Периодическая роль                                                                             |
| 2012—2020 | Стрела                            | Arrow                          | Джон Диггл / Спартанец         | Основной состав                                                                                |
| 2014—2022 | Флэш                              | The Flash                      | Джон Диггл / Спартанец         | 10 эпизодов                                                                                    |
| 2015      | Любовная загвоздка                | Nailed                         | конгрессмен Билл Харштоун      |                                                                                                |
| 2016—2020 | Легенды завтрашнего дня           | Legends of tomorrow            | Джон Диггл / Спартанец         | 3 эпизода (Кризис на Земле-Х, Вторжение!, Кризис на Бесконечных землях)                        |
| 2018      | Супергерл                         | Supergirl                      | Джон Диггл / Спартанец         | 1 эпизод (Иные Миры)                                                                           |